# 吳伯亨 (嘉靖進士)
吳伯亨（1496年—？），字子貞，陝西蘭州人，明朝政治人物，嘉靖壬辰進士。

## 生平
嘉靖七年（1528年）戊子科陝西鄉試第十八名舉人，嘉靖十一年（1532年）壬辰科三甲一百名進士，户部觀政，授任吉安府推官，升任吏部考功司主事，改选验封司员外郎。嘉靖二十一年（1542年），升任吏部文選司郎中。當時大學士翟鑾為禮部主事張惟一求吏部，嚴嵩為監生錢可教求東陽知縣，俱書抵到王與齡處。王與齡與員外郎吳伯亨，主事李大魁、周鈇，一同告訴尚書許讚，並呈奏疏。當時嘉靖帝器重嚴嵩，於是指責許讚，并除名王與齡，吳伯亨等人外調，降大名府通判。當時給事中周怡論救，被廷杖繫獄。御史徐宗魯等進言，皆被奪俸祿。自此，各司官員以王與齡為戒，不再敢與嚴嵩對抗。

## 家族
曾祖吳真，祖吳善，父吳銳，嫡母石氏；王氏；繼母王氏。具慶下。弟伯祥；伯祿。子吳易。